# Aalestrup Realskole
Aalestrup Realskole er en overbygningsskole, der er målrettet for 13-17 årige elever. Skolen, som er beliggende i Aalestrup, blev startet i 1904 og fejrede derfor sit 100-års jubilæum i 2004. 
Realskolen er en mindre skole med ca. 150 elever, som er fordelt på 7. 8. og 9. årgange.

## Skolens ledelse
Skoleleder er Steen Thomsen og viceskoleleder er Inger Vestergaard.

## Ekstern henvisning
- http://aalestrup-real.skoleporten.dk/sp

56°41′39.3″N 9°30′07.7″Ø / 56.694250°N 9.502139°Ø